# Hillhead (stanice metra v Glasgow)
Stanice metra Hillhead se nachází v západní části Glasgow. Ze stanice lze vyjít pouze jedním směrem a to do ulice Byres Road, jež je nejfrekventovanější ulicí spolu s Dumbarton Road a Great Western Road na West Endu. Ze zastávky se lze dostat jak ke Glasgowské univerzitě, tak i ke Glasgowské botanické zahradě, nebo hospůdkové uličce Ashton Lane. Stanice patří k nejvytíženějším ve městě. Turnikety projde ročně 1,86 milionů cestujících.